# Besa Mozgalom
A Besa Mozgalom egy politikai párt Észak-Macedóniában. 2014 novemberében alapította meg a pártot a Macedóniában élő albán kisebbség egy része, a párt elnevezése az albán jogszokásokból ismert besa fogalmára vezethető vissza. A párt elnöke Bilal Kasami.

## Választási eredmények
A párt a 2016-os parlamenti választásokon 5 mandátumot szerzett a 120 fős macedón parlamentben.